# Piel a piel (álbum de Marcos Llunas)
Piel a piel es el nombre del segundo álbum de estudio grabado por el cantautor español Marcos Llunas. Fue lanzado al mercado por la empresa discográfica PolyGram Latino el 31 de enero de 1995. El álbum estuvo producido por el compositor español Juan Carlos Calderón.

## Lista de canciones
Todas las canciones escritas y compuestas por Juan Carlos Calderón excepto «Entre la espada y la pared» por Ricardo Arjona.

| Piel a piel |                              |                      |          |  |
| N.º         | Título                       | Escritor(es)         | Duración |  |
| 1.          | «La de siempre»              | Juan Carlos Calderón | 3:28     |  |
| 2.          | «Amigos»                     | Juan Carlos Calderón | 4:30     |  |
| 3.          | «Sobredosis de ti»           | Juan Carlos Calderón | 3:35     |  |
| 4.          | «No me digas»                | Juan Carlos Calderón | 4:35     |  |
| 5.          | «Guapa»                      | Juan Carlos Calderón | 4:17     |  |
| 6.          | «Algo de ti»                 | Juan Carlos Calderón | 3:29     |  |
| 7.          | «Estoy cansando de esperar»  | Juan Carlos Calderón | 4:30     |  |
| 8.          | «Mañana»                     | Juan Carlos Calderón | 4:25     |  |
| 9.          | «Sedúceme»                   | Juan Carlos Calderón | 3:05     |  |
| 10.         | «Será»                       | Juan Carlos Calderón | 4:03     |  |
| 11.         | «Entre la espada y la pared» | Ricardo Arjona       | 3:33     |  |
| 39:27       |                              |                      |          |  |

## Créditos y personal
- Producido por: Juan Carlos Calderón
- Dirección artística: Manuel Calderón
- Arreglos y dirección: Juan Carlos Calderón y Alejandro Monroy
- Programación: Robbie Buchanan y Pablo Aguirre
- Arreglos de cuerdas: Andy Armer y Randy Kerber
- Arreglos de coros: Mary Jamison y Juan Carlos Calderón
- Ingenieros de grabación: Hal Sacks, Brian Stott, Rodolfo Vásquez y Benny Faccone
- Ingeniero de mezcla: Antonio "Moggie" Canazio
- Ingeniero adicional: Mauricio Guerrero
- Estudios de grabación: Sound Chamboi Recording, North Hollywood, California, USA, Oceanway Recording, Shop Saylor Recording, Studio Masters, Los Ángeles, California, USA.
- Mezclado en: Westlake Recording, Los Ángeles, California, USA.
- Masterizado: Bernie Grundman, Los Ángeles, California, USA.
- Marcos Llunas - Vocals
- Luis Conte - Percusión
- John "JR" Robinson - Batería
- George Doering - Guitarra Acústica
- Michael Landau - Guitarra Eléctrica
- Neil Stubenhaus - Bajo
- Abraham Laboriel - Bajo
- Kenny O´Brien - Coros
- Leyla Hoyle - Coros
- Francis Benítez - Coros
- Isela Sotelo - Coros
- Mary Jamison - Coros
- Dan Higgins - Saxofón, Flauta
- Robbie Buchanan - Piano, Teclados & Programación
- Pablo Aguirre - Piano, Teclados
- Michael Markman - Violín
- James Getzoff - Violín
- Dennis Molchan - Violín
- Olga Babtchinskaig - Violín
- Radzan Kuyumijan - Violín
- Thi B Nyugen - Violín
- Tania Boyaird - Violín
- Edith Markman - Violín
- R.F. Peterson - Violín
- Walter G. de Souza - Violín
- Hakob Mekinyan - Violín
- Guillermo Romero - Violín
- Jorge Moraga - Viola
- Diane Gilbert - Viola
- Harry Shrinian - Viola
- Hershel Wise - Viola
- Vage Ayrikian - Chelo
- Virginia Burward - Chelo
- Waldemar de Almeida - Chelo
- Armen Ksadjikian - Chelo
- Manuel Oriona - Fotografía
- Javier Romero - Diseño Gráfico

- Datos: Q6075369